# Ariarith
Ariarith est un officier de garde byzantin (armiger) du vie siècle, actif sous le règne de l'empereur Justinien (527-565). Sous le général Jean Troglita, il participe à l'expédition hivernale de 546/547 qui entraîne la défaite du chef berbère Antalas. À l'été 547, lui et Ziper ont incité Troglita à se battre dans la désastreuse bataille de Marta, auquel il participe aux côtés de Bulmitzis, Dorotis et Jean. Il est tué dans le combat.

## Référencement